# Libertatǃ
Libertat ! és un moviment polític socialista i occitanista creat el 2009 al Bearn.

## Història
Arran d'una crida llançada per diversos grups polítics de l'esquerra occitanista, el 19 de setembre de 2009 va tenir lloc un congrés de refundació del moviment. Aquesta refundació, que aplegava els grups polítics Anaram Au Patac, Hartèra, Combat d'Òc, a més d'altres militants, va ser l'origen de Libertat !

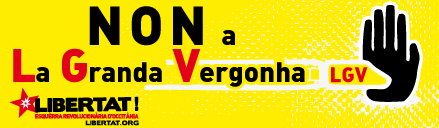
Adhesiu contra la línia d'alta velocitat.

Després d'un període pròsper, l'organització va perdre energia i eficiència a principis dels anys 2010. Fruit d'això, l'any 2016 alguns dels seus militants van posar sobre la taula la possibilitat de dissoldre Libertat ! i posar en marxa un comitè de construcció per a un nou moviment. Les diferències sorgides dins de Libertat! van conduir a una escissió el 17 de març de 2018. Tanmateix, després d'això, Libertat ! va experimentar un ressorgiment d'activitat, mentre que els activistes escindits van aprofitar per a crear una nova organització l'1 de maig de 2018 anomenada l'ODPO (Organisacion democratica deu poble occitan), dissolta el 2022.

## Ideologia política
Libertat ! planteja el projecte d'una Occitània independent i socialista, cosa que implica posar en valor la cultura occitana i convertir l'occità en llengua oficial. Planteja també la fi del sistema capitalista mitjançant la revolució socialista.
També proposa el dret a l'autodeterminació dels pobles (present a la Carta de l'ONU), el principi de "viure i decidir al país" i la solidaritat internacionalista entre els pobles, Libertat ! es declara en contra de la discriminació (racisme, sexisme, LGBTfòbia, etc.).
Aquest projecte uneix sota la bandera de Libertat ! militants de diverses tendències anticapitalistes, tot i que la ideologia comunista hi és majoritària.

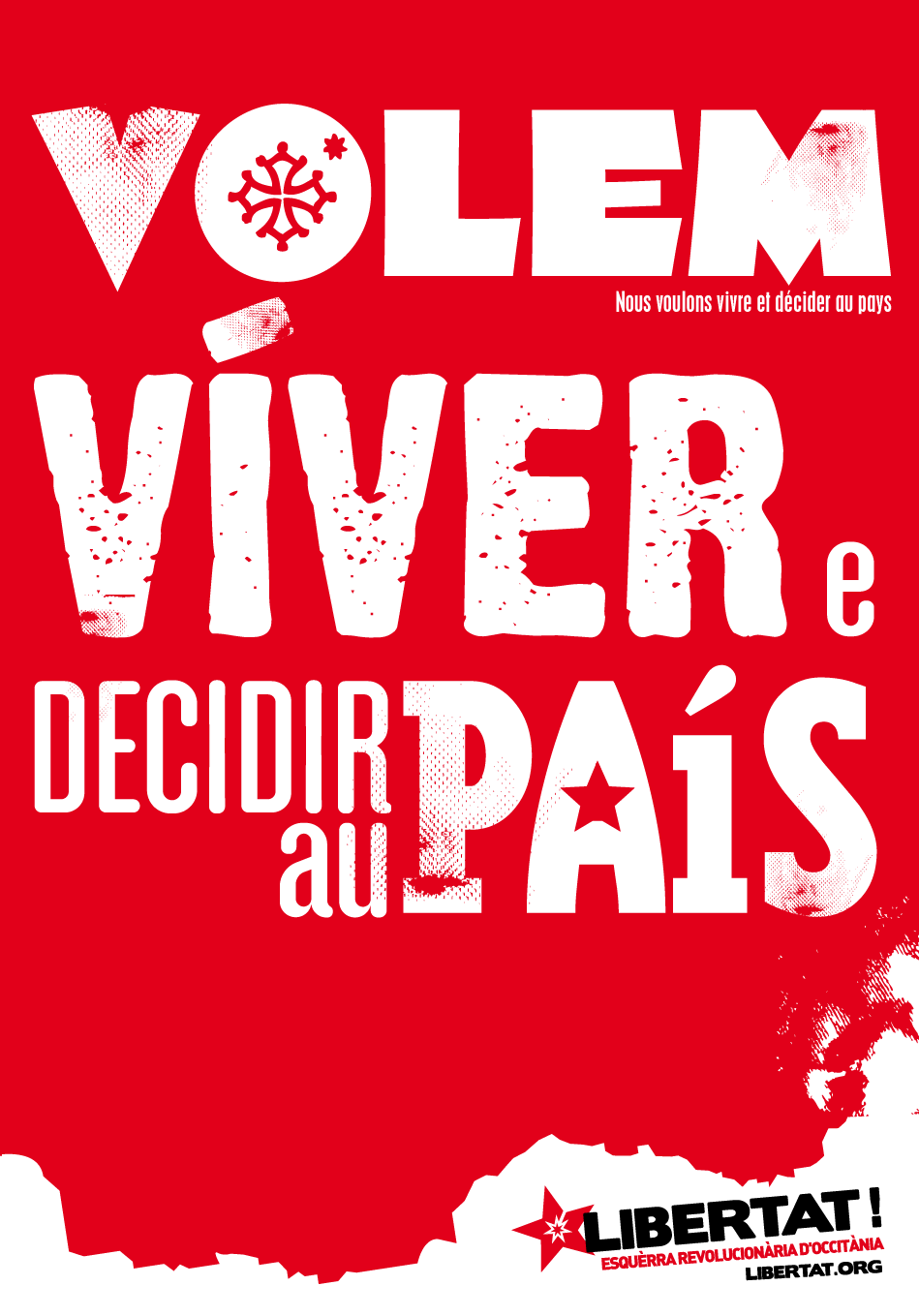
Cartell amb un dels lemes de Libertat !.

## Organització interna
Llibertat ! s'estructura en grups i seccions locals, seguint majoritàriament la geografia lingüística i cultural de la zona occitana. Així, al principi hi havia set seccions: Alvèrnia, Bearn, Carcí, Bordeus/Gascunya Nord, Tolosa/Llenguadoc, Provença i la Vall d'Aran.

## Participació a les eleccions
Libertat! va participar en les eleccions cantonals del 2011 als Pirineus Atlàntics, al cantó d'Arsac e Arrasiguett, on el moviment va presentar a Julien Cabarry com a candidat i Nadège Péhau com a suplent. En aquesta ocasió van obtenir el 3,25% dels vots emesos.
L'any 2022, l'organització es va presentar a les eleccions legislatives en dues circumscripcions: la segona als Pirineus Atlàntics i la segona als Alts Pirineus. Va ser amb el nom d'Endavant !, plataforma que aplegava també al Partit Occitan i que es presentava sota la bandera de Regions i Pobles Solidaris.